# Escuela de Arte de Oviedo
La Escuela de Arte de Oviedo (antes Escuela de Artes y Oficios de Oviedo) es un centro formativo de enseñanzas artísticas profesionales. Tiene su sede en Oviedo (España), donde fue fundada en 1785, siendo en la actualidad un centro de titularidad pública.

## Historia
Los orígenes de la Escuela de Arte de Oviedo se remontan a finales del siglo XVIII cuando el pensamiento ilustrado de Jovellanos y Campomanes favoreció la aparición de asociaciones que veían en la actividad artística un elemento fundamental de desarrollo. De este modo, surgieron las Sociedades Económicas de Amigos del País; a la que se formó en Asturias se debe la iniciativa de la primera Escuela de Dibujo en 1785, embrión de la futura Escuela de Artes y Oficios.
En 1854, la Academia de Bellas Artes de San Salvador vino a sustituir a la Escuela de Dibujo. Durante algunos años se impartieron en ella estudios orientados a una formación estética más autónoma, estilista y desligada del mundo profesional. La orientación de estos estudios dio un giro, creándose, en 1878, la primera Escuela de Artes y Oficios con un objetivo claro: 

"Enseñar las industrias artísticas, desconocidas o poco adelantadas en España."
Real decreto de 1 de abril de 1900 (Gaceta de 17 de abril)

Desde sus orígenes, la Escuela de Dibujo había ocupado locales del antiguo colegio de los Jesuitas que cedió el Obispado y que posteriormente se amplió con la construcción de un edificio en la calle del Rosal. Allí permanecieron los estudios hasta su traslado definitivo, en 1975, a la calle Julián Clavería, donde se encuentran ubicadas en la actualidad.
En 1900 la Escuela de Artes y Oficios pasó a denominarse Escuela de Artes e Industrias, dependiendo del Ministerio de Instrucción Pública y Bellas Artes. En 1924 se cambiará el nombre por el de Escuela de Artes Aplicadas y Oficios Artísticos.
Con la llegada de la guerra civil española, los estudios quedaron prácticamente paralizados y en una situación de gran precariedad. El impulso definitivo no llegará hasta 1963, con el decreto de 24 de julio, que supone un cambio sustancial de las enseñanzas artísticas en España.
La Escuela de Arte de Oviedo es miembro de la Confederación de Escuelas de Artes Plásticas y Diseño.

## La escuela hoy

### Estudios impartidos
Actualmente en la Escuela de Arte  se imparten distintos ciclos formativos en diferentes categorías como son el Grabado, el Diseño de Interiores o el Diseño Gráfico:
- Bachillerato Artístico. Esta modalidad de bachillerato atiende al desarrollo y formación integral del alumno mediante el estudio de los lenguajes plásticos, poniéndolo en contacto con una serie de metodologías específicas del diseño.
- Familia de Artes del Libro.
  - Grabado y Técnicas de Estampación. Este ciclo Formativo recoge las técnicas como litografía, serigrafía y grabado potenciando la capacidad creadora y los conceptos necesarios que garanticen una futura dedicación en cualquiera de los campos relacionados con la obra gráfica original.
  - Edición de Arte. El ciclo formativo de Edición de Arte está dirigido a la formación de profesionales editores y gestores de obra gráfica y obras de bibliofilia, sirviendo como elemento catalizador y gestor entre la demanda que presenta el mercado y las diferentes ramas profesionales (artistas, grabadores, estampadores, encuadernadores, ilustradores, etc.) que intervienen en la producción de este tipo de obras.
- Escultura Aplicada al Espectáculo. Este ciclo abarca una gran riqueza de posibilidades artísticas y profesionales definidas por la variedad de sus talleres, técnicas, procedimientos y materiales para la creación de objetos tridimensionales.
- Familia de Diseño de Interiores
  - Diseño de Amueblamiento. Este ciclo formativo está orientado a la proyección de  obras de amueblamiento y acondicionamiento de espacios interiores de ámbito doméstico, público o profesional como son oficinas, locales comerciales y viviendas.
  - Arquitectura efímera. El ámbito de actuación de estos estudios engloba proyectos como son los "stands" fériales, el montaje de exposiciones, construcciones modulares prefabricadas, estructuras ligeras reticuladas espaciales, señalizaciones, "show rooms", etc.
- Familia de Comunicación Visual
  - Fotografía. Los estudios de fotografía no se limitan a constituir una mera sucesión de recursos técnicos que aseguren buenos resultados formales, sino que además insisten en una preparación teórica y cultural que permita la ordenada canalización de esos recursos hacia una comprensión y un desarrollo amplios del lenguaje fotográfico.
  - Gráfica Impresa. se orienta a la adquisición y la práctica de los conocimientos tecnológicos y teóricos relacionados con los recursos gráficos persiguiendo una formación idónea para garantizar una inserción laboral inmediata, ya sea como creativo dentro de una agencia de publicidad, en un estudio de diseño gráfico, o como profesional autónomo. Su trabajo consiste en la realización de productos de comunicación visual utilizando los medios técnicos más frecuentes (audiovisuales, fotografía, ilustración, imagen digital).
  - Ilustración. El Ciclo Formativo de Ilustración está diseñado para ofrecer a los estudiantes una formación completa, tanto en aspectos conceptuales como en los técnicos y artísticos. Sus contenidos están proyectados profesionalmente al campo editorial, la infografía periodística, la publicidad gráfica y otros.

### Actividades
Además de las enseñanzas impartidas, la Escuela de arte de Oviedo mantiene un extenso programa de actividades que apoyan y refuerzan su labor educativa. Entre ellas destacan las Jornadas de Grabado y Motiva que incluyen talleres y conferencias impartidos por reconocidos profesionales de las ramas del grabado y del diseño. También la escuela es sede de numerosas exposiciones durante todo el año y abiertas al público en áreas como la del grabado, la fotografía, diseño gráfico, etc.

### Motiva jornadas de diseño
Motiva Jornadas de Diseño es una iniciativa del Departamento de Gráfica Publicitaria de la Escuela de Arte de Oviedo. Fue creada en 1997 ante la necesidad de "enseñar y motivar" en Diseño Gráfico a todos los sectores implicados en esta actividad, tanto sociales, como empresariales, profesionales, institucionales o académicos, con la finalidad de conseguir el ambiente cultural adecuado para el buen desarrollo de esta actividad en Asturias. En cada edición de motiva, se han realizado distintas actividades para los diferentes sectores.

### Jornadas de Grabado
Las Jornadas de Grabado y Edición de arte se celebran en la escuela de arte desde el año 1999. Tienen como principal finalidad servir de encuentro para artistas gráficos, editores, críticos y estudiantes. El programa consta de ciclos de conferencias y talleres. En 2008 se publicó el libro “10 años de Grabado y Edición de Arte” como recopilación de actividades, ponencias y talleres que desde su  inauguración han tenido lugar durante estas jornadas con la partición de destacados artistas, estampadores, tipógrafos, críticos y coleccionistas de obra gráfica.

## Antiguos alumnos
- Fernando Alba Álvarez (1941), escultor español.
- Manu Brabo (1981), fotoperiodista. Premio Pulitzer 2013.
- Magín Berenguer (1918-2000), pintor e investigador arqueológico.
- Tino Casal  (1950-1991), cantante y compositor.
- Faustino Goico-Aguirre (1906 -1987), pintor, escultor e ilustrador español.
- Víctor Hevia Granda (1885-1957), escultor español.
- Luis Menéndez Pidal (1861-1932), pintor español.
- Concha Mori (1883-1972), pintora  española.
- Luis Noval Ferrao (1887-1909), militar español.
- Paulino Vicente (padre) (1900-1990), pintor español.
- Alfonso Zapico (1981), historietista e ilustrador. Premio Nacional de Cómic 2012.
- José Ramón Zaragoza (1874-1949), pintor español.